# Raja polystigma
Raja polystigma (лат.) — вид хрящевых рыб семейства ромбовых скатов отряда скатообразных. Обитают в субтропических водах Средиземного моря. Встречаются на глубине до 633 м. Их крупные, уплощённые грудные плавники образуют диск в виде ромба с вытянутым рылом. Максимальная зарегистрированная длина 60 см. Откладывают яйца. Не являются объектом целевого промысла.

## Таксономия
Впервые вид был научно описан в 1923 году. В некоторых районах Средиземного моря этих скатов путают со скатами Мотегю. Видовой эпитет происходит от др.-греч. πολύ — «много» и др.-греч. στίγμα — «нанесённая отметина».

## Ареал
Эти демерсальные скаты являются эндемиками Средиземного моря. Они обитают у берегов Албании, Алжира, Франции, Греции, Италии, Ливии, Марокко, Испании и Туниса. Встречаются на глубине от 20 до 633 м, в основном между 100 и 400 м. Предпочитают мягкий грунт.

## Описание
Широкие и плоские грудные плавники этих скатов образуют диск в виде ромба с вытянутым рылом и закруглёнными краями. На вентральной стороне диска расположены 5 жаберных щелей, ноздри и рот. На длинном хвосте имеются латеральные складки. Максимальная зарегистрированная длина 60 см. 

## Биология
Подобно прочим ромбовым эти скаты откладывают яйца, заключённые в жёсткую роговую капсулу с выступами на концах размером 46x36 мм. Эмбрионы питаются исключительно желтком. Беременные самки попадаются в основном зимой. Плодовитость составляет 20—62 яиц в год. Новорожденные скаты имеют тенденцию следовать за крупными объектами, похожими на их мать. Рацион состоит из ракообразных и костистых рыб и варьируется в зависимости от пола, размера и времени года. Самцы и самки достигают половой зрелости при длине 40—53 см. 

## Взаимодействие с человеком
Эти скаты не являются объектом целевого промысла. Попадаются в качестве прилова при донном тралении, в ярусы и жаберные сети. В ареале ведётся активный промысел. Международным союзом охраны природы охранного статуса присвоил виду охранный статус «Вызывающий наименьшие опасения».